# Onze-Lieve-Vrouwehospitaal (Aalst)

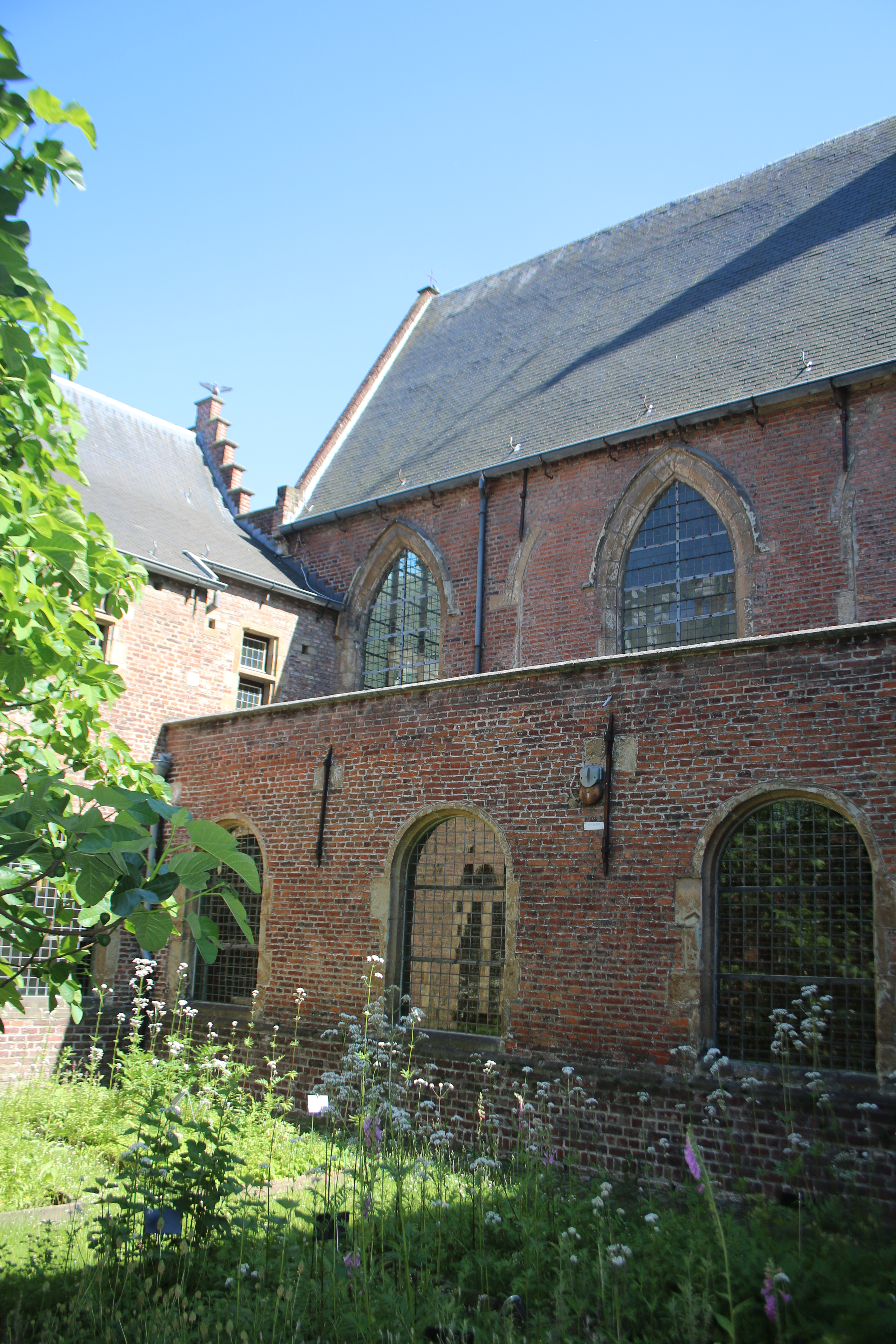
Kloostergang en kapel

Het Onze-Lieve-Vrouwehospitaal (ook: Oud Hospitaal) is een voormalig klooster annex ziekenhuis in de Oost-Vlaamse plaats Aalst, gelegen aan de Onderwijsstraat 1 en de Oude Vismarkt 13.

## Geschiedenis
Al in 1236 stond hier een gasthuis. In 1241 stonden Johanna van Constantinopel en Thomas van Savoye een pand af om een nieuw ziekenhuis in te richten. Een belangrijke inkomstenbron was het lepelrecht dat inhield dat uit iedere verkochte zak graan een lepel graan mocht worden genomen ten behoeve van het hospitaal. Dit werd pas afgeschaft in 1803.
Het hospitaal werd bediend door geestelijken: zusters en broeders. Het bestond uit een kleine kapel, een ziekenzaal en een klein klooster. Het werd in de loop der eeuwen uitgebreid. De geestelijken beheerden het tot 1797. Daarna werd het beheerd door de Commissie der Burgerlijke Godshuizen.
In 1899 werden de gebouwen verlaten: het ziekenhuis verhuisde naar een grotere locatie te Hertshage.
In 1959 werd het complex gerestaureerd. Het zou vervolgens de stedelijke academie en het stedelijk museum huisvesten.

## Gebouw
Het betreft een ensemble van gebouwen dat om een binnenplaats is gegroepeerd. Er is een neogotische westgevel met poort, gebouwd in 1878.
De georiënteerde kapel is 15e eeuws met mogelijk een oudere kern. De ruimte wordt overkluisd door een tongewelf met stucversiering van 1733 in régencestijl. Het doksaal is in renaissancestijl en onder het altaar bevindt zich een grafkelder (1734-1780).
De kloostergebouwen zijn gegroepeerd rond de kloostergang die aansluit op de noordelijke kloostervleugel. Het klooster heeft enkele interessante ruimten zoals de refter, de kamer van de priorin met Lodewijk XVI-stucwerk. Dan is er de Bisschopskamer en de kamer met erker welke een fraaie schouw bevat.
Het eigenlijke hospitaal bevat een vrouwenzaal van 1616, die in de 18e eeuw nog werd verbouwd. Er is een over de Dender uitziende mannenzaal en een zaal van de vaartkapoenen uit de 19e eeuw. Een vaartkapoen was in de 19e eeuw een lader en losser van de schepen.